# Arc polylobé

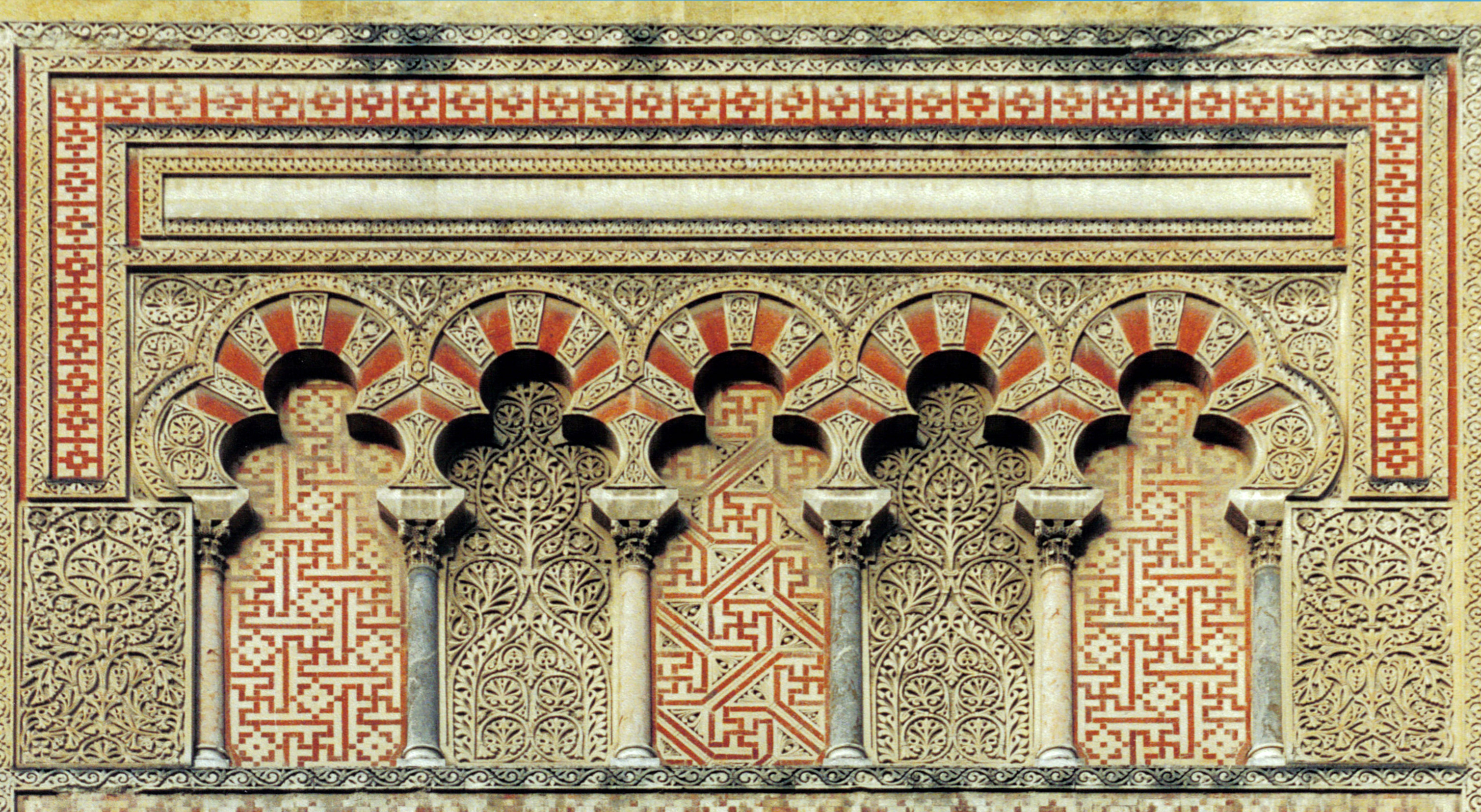
Arcs polylobés ornant la porte de San Juan (7e porte du mur est) de la mosquée-cathédrale de Cordoue.

L'arc polylobé est un arc composé d'un nombre impair de petits arcs en plein cintre (les lobes), apparu au VIIe siècle dans l'architecture omeyyade.

## Origine
L'arc polylobé est une innovation de l'architecture omeyyade,. Les premiers arcs polylobés apparaissent dans une petite mosquée à Qasr al Hallabat, un des palais omeyyades du désert,. D'autres arcs polylobés apparaissent également très tôt comme niches décoratives dans le Qasr al-'Ashiq à Samarra, en Irak, et dans la mosquée Ibn Touloun au Caire, en Égypte, tous deux construits durant la période abbasside au IXe siècle.
L'arc polylobé apparait plus tard en Al-Andalus puis au Maghreb, importé par les arabes,.

### Dans l'architecture omeyyade
Il fit son apparition sous des formes diverses dans la troisième extension de la mosquée-cathédrale de Cordoue. Cette extension fut entreprise de 961 à 966 sous Al-Hakam II :
- arcatures aveugles d'arcs à trois lobes au-dessus de l'entrée du mihrab et à l'intérieur de celui-ci ;
- arcatures ajourées combinant arcs outrepassés et arcs à cinq lobes au niveau de l'ancienne maksourah (enceinte qui était réservée au calife), précédant le mihrab ;
- arcatures ajourées d'arcs à cinq lobes surmontées d'un deuxième étage d'arcatures ajourées combinant arcs outrepassés, arcs à cinq lobes et arcs à treize lobes au niveau de la chapelle de Villaviciosa, l'ancienne Capilla Mayor (Chapelle majeure) de la cathédrale de Cordoue  ;
- arcs à cinq lobes surmontant les claustras qui encadrent les grandes portes du mur extérieur ouest de ce monument, notamment la porte del Espíritu Santo et celle de San Ildefonso.

On trouve également des arcatures aveugles d'arcs à trois lobes au-dessus des portes de l'extension entreprise sous Almanzor en 987. On peut voir ces arcs polylobés notamment aux portes, respectivement de la Concepción Antigua, de San Nicolás, del Baptisterio et de San Juan.

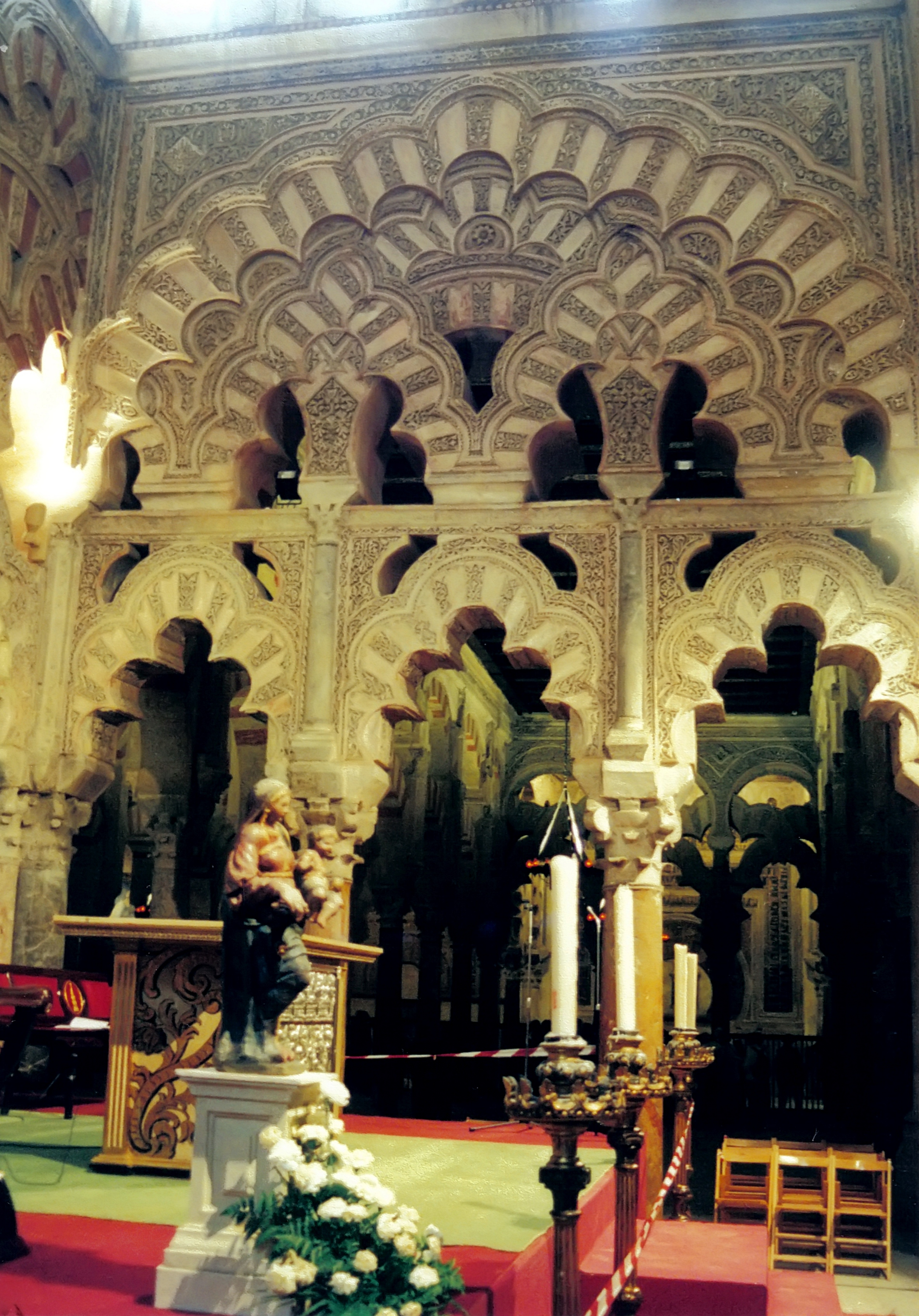
Arcs polylobés de la chapelle de Villaviciosa.
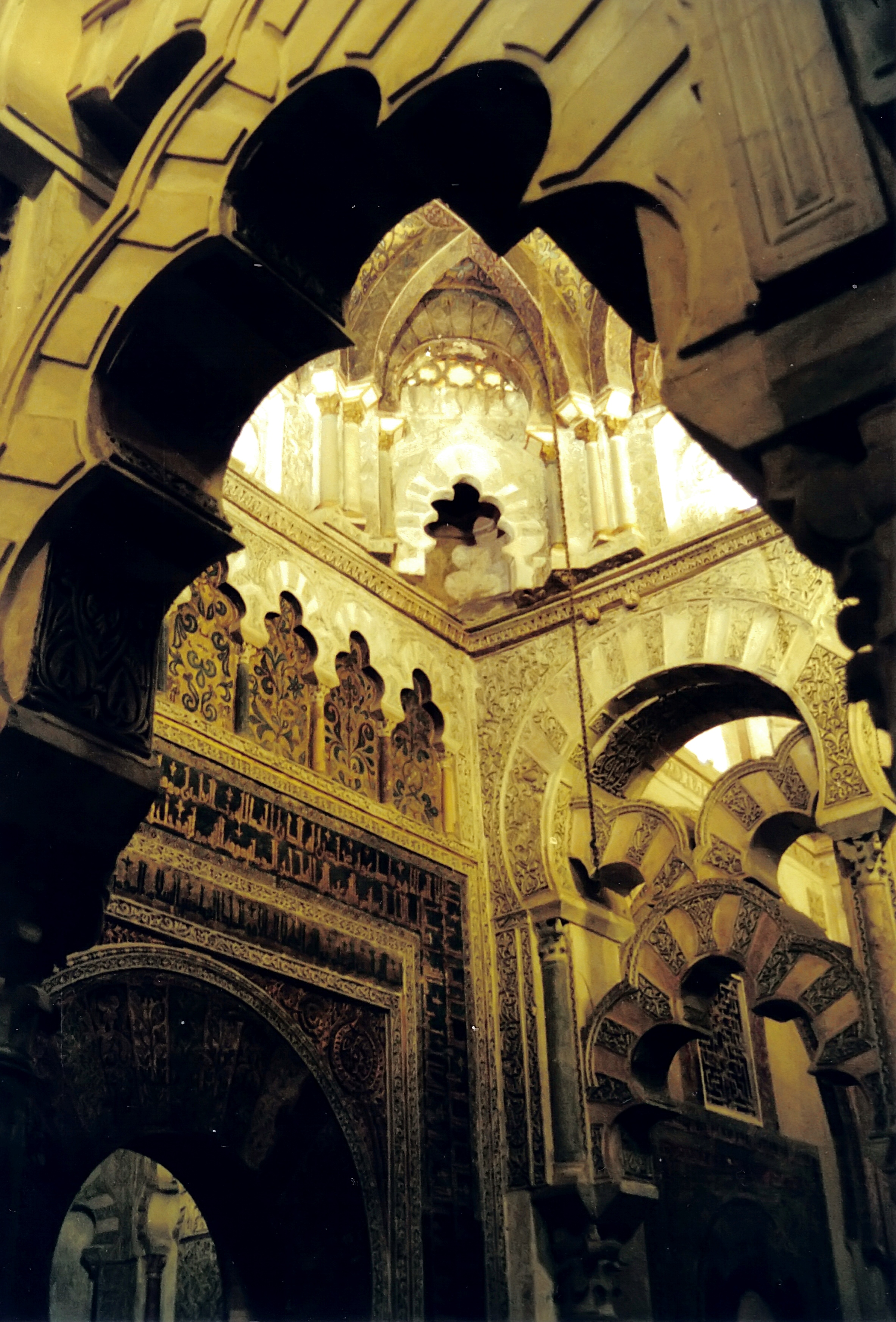
Arcs de la clôture de l'ancienne maksourah et du mihrab.

### Dans l'architecture des royaumes de taïfa
L'arc polylobé connut une évolution spécifique dans l'architecture des royaumes de taïfa : le grand arc polylobé brisé à treize ou quinze lobes, qui apparut au XIe siècle dans le palais de l'Aljaferia de Saragosse, fut repris ensuite par l'architecture almohade et l'architecture mudéjare. 

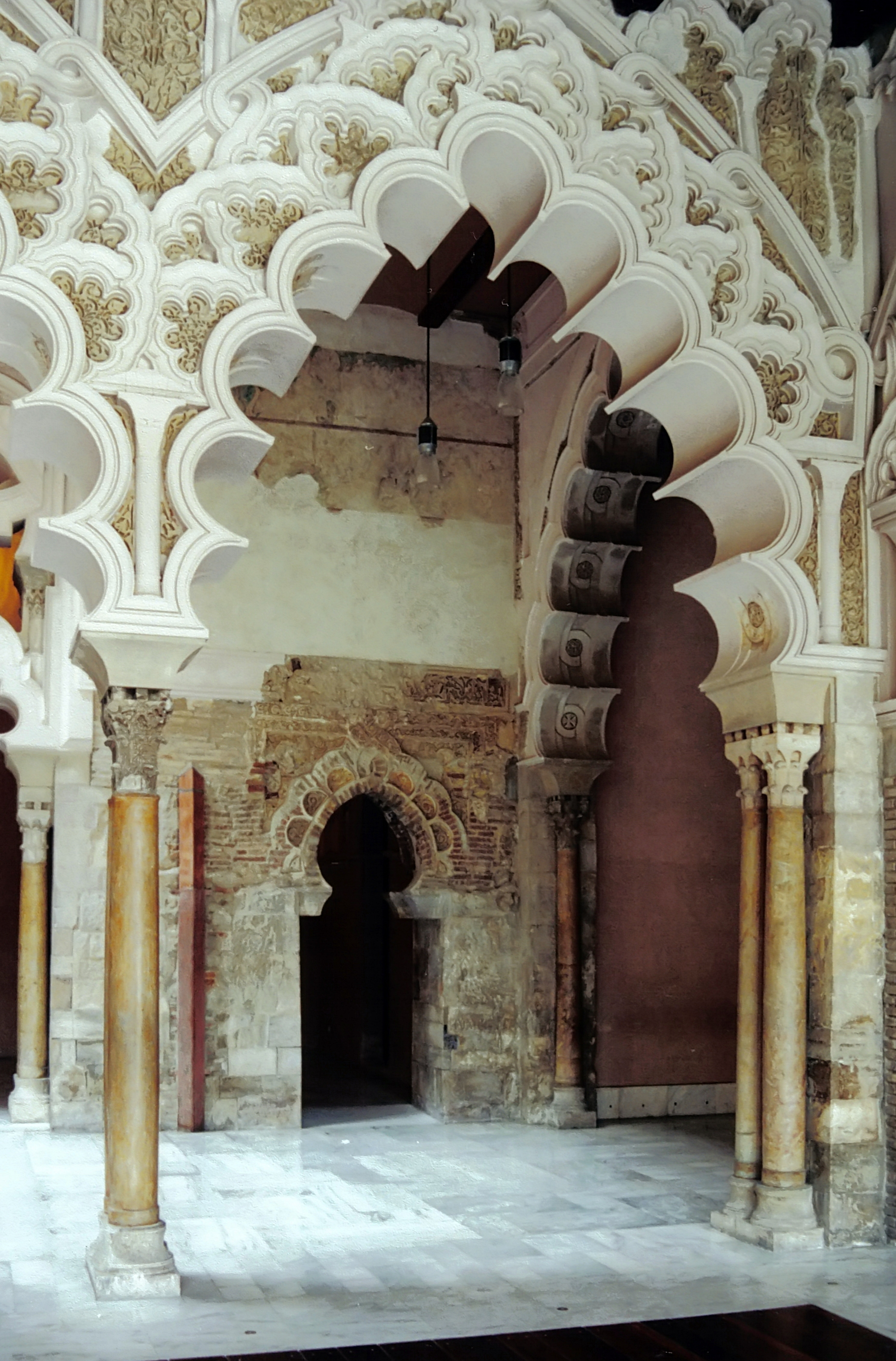
Palais de l'Aljaferia de Saragosse.
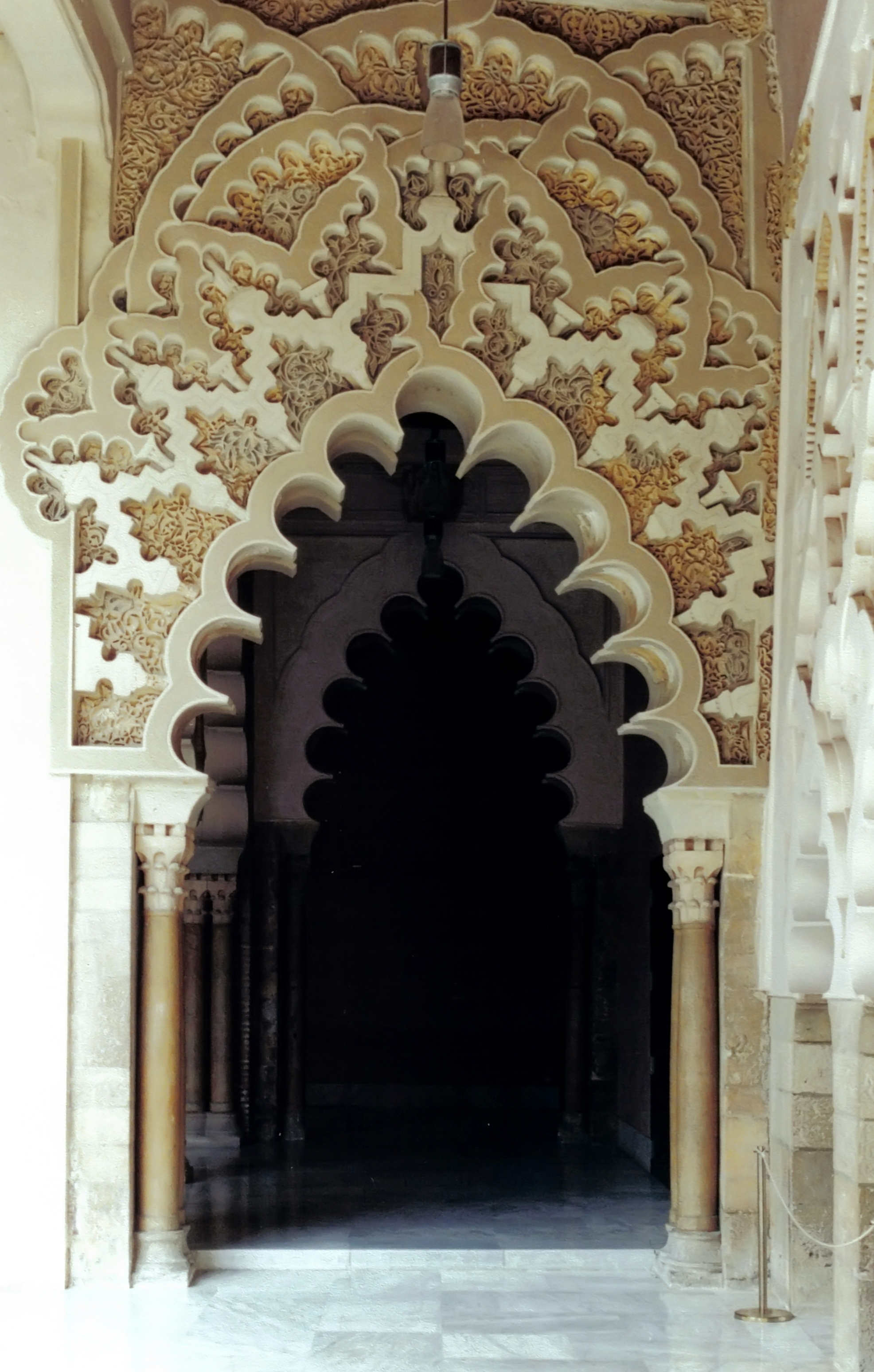
Grand arc polylobé brisé de l'Aljaferia.

### Dans l'architecture almohade
L'arc polylobé a été repris par l'architecture almohade de la fin du XIIe siècle : il orne le niveau le plus bas ainsi que deux des trois niveaux supérieurs de la Giralda de la cathédrale de Séville (jadis minaret de mosquée almohade (jusqu'en 1182).

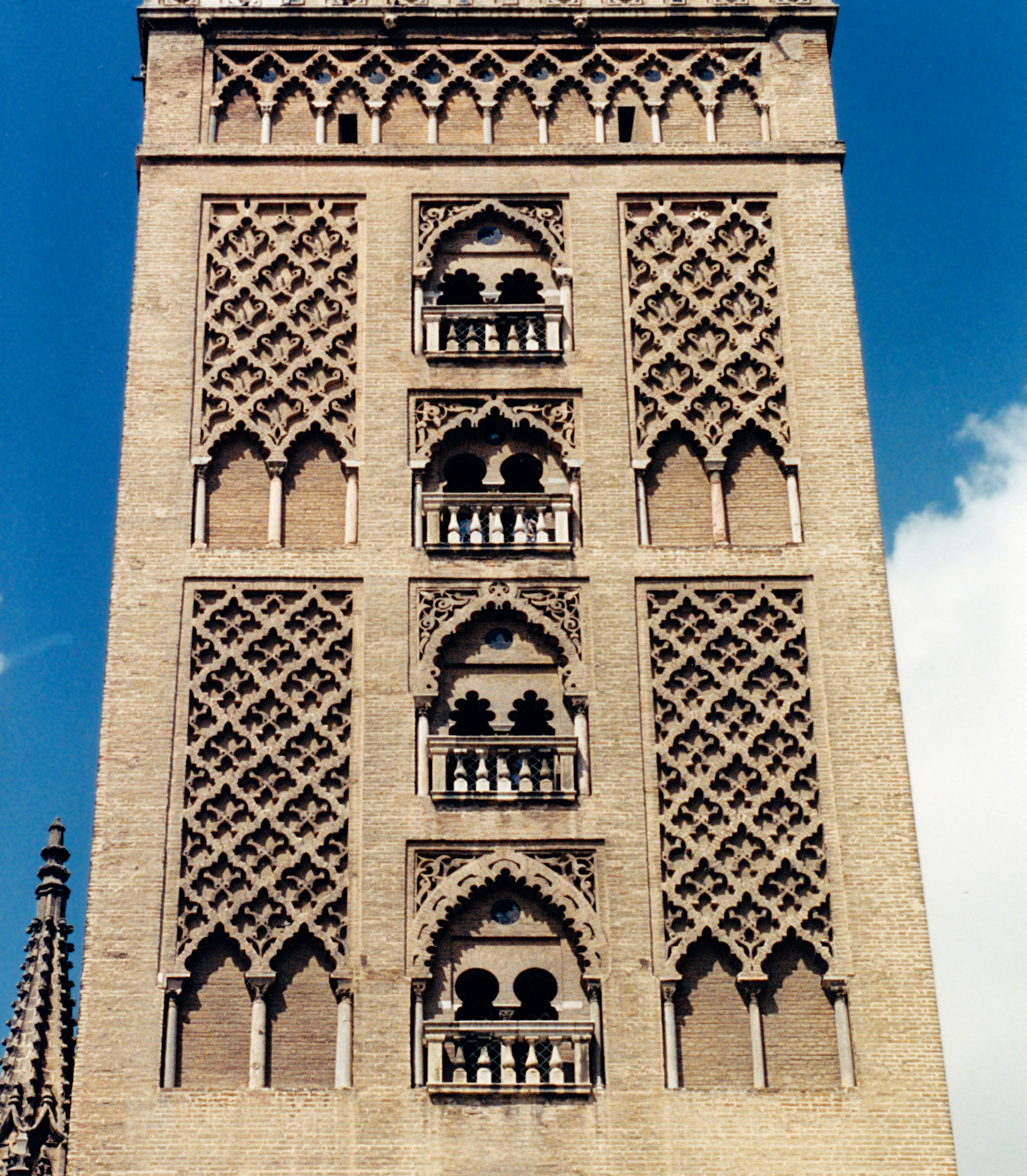
Arcs polylobés ornant deux des trois niveaux supérieurs de la Giralda.

### Dans l'architecture romane

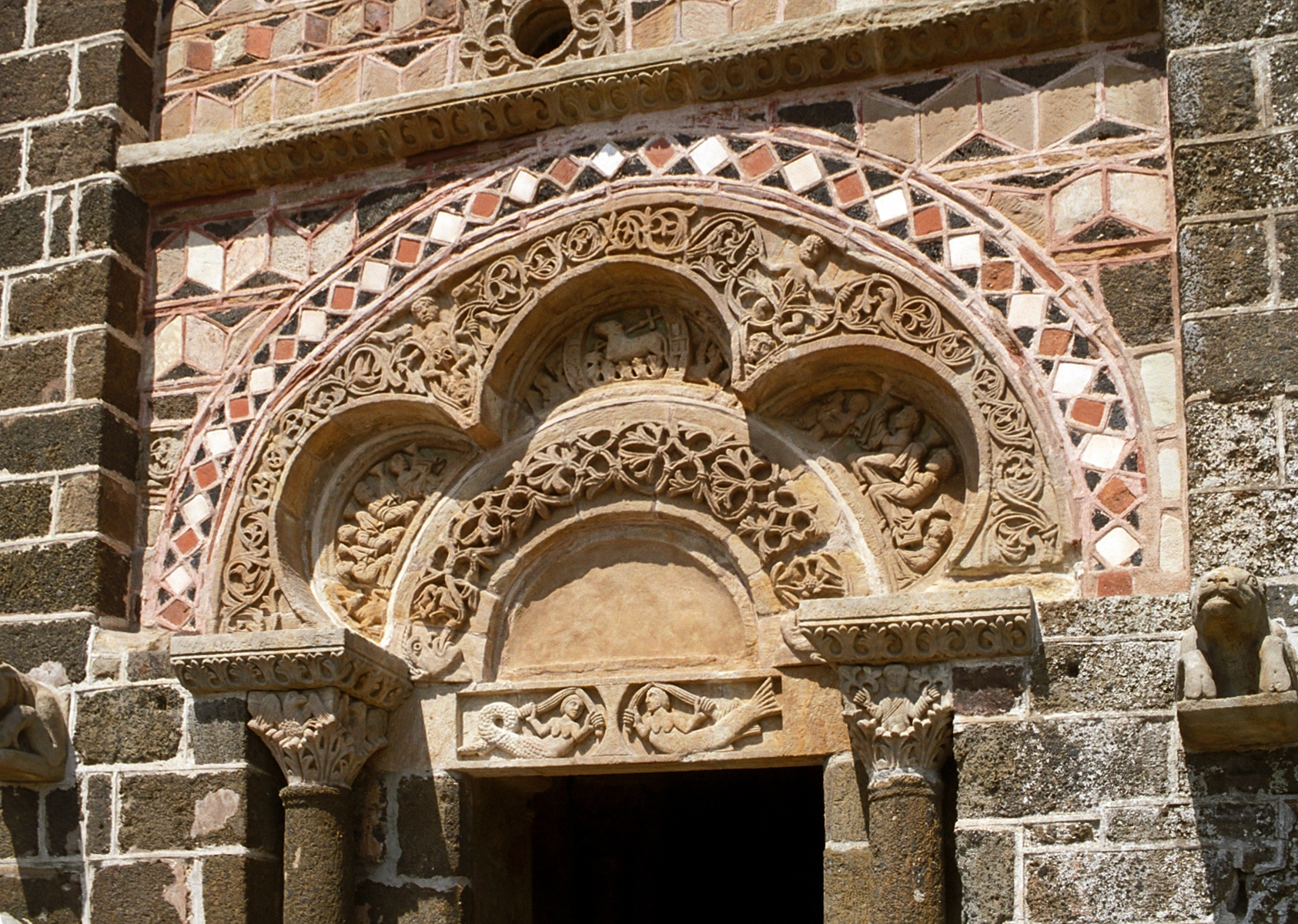
Église Saint-Michel d'Aiguilhe.

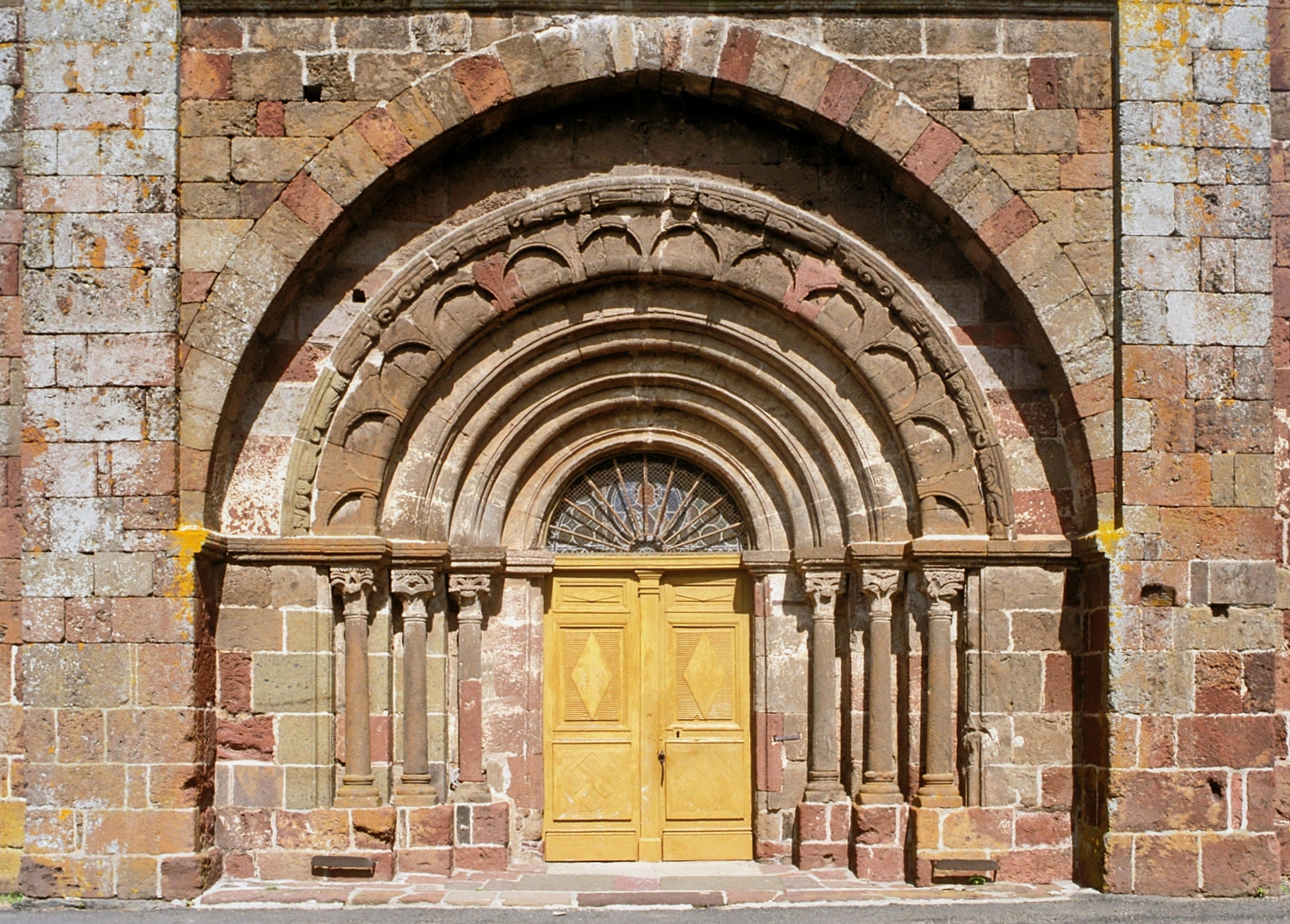
Église Sainte-Foy de Bains : portail à voussure polylobée.

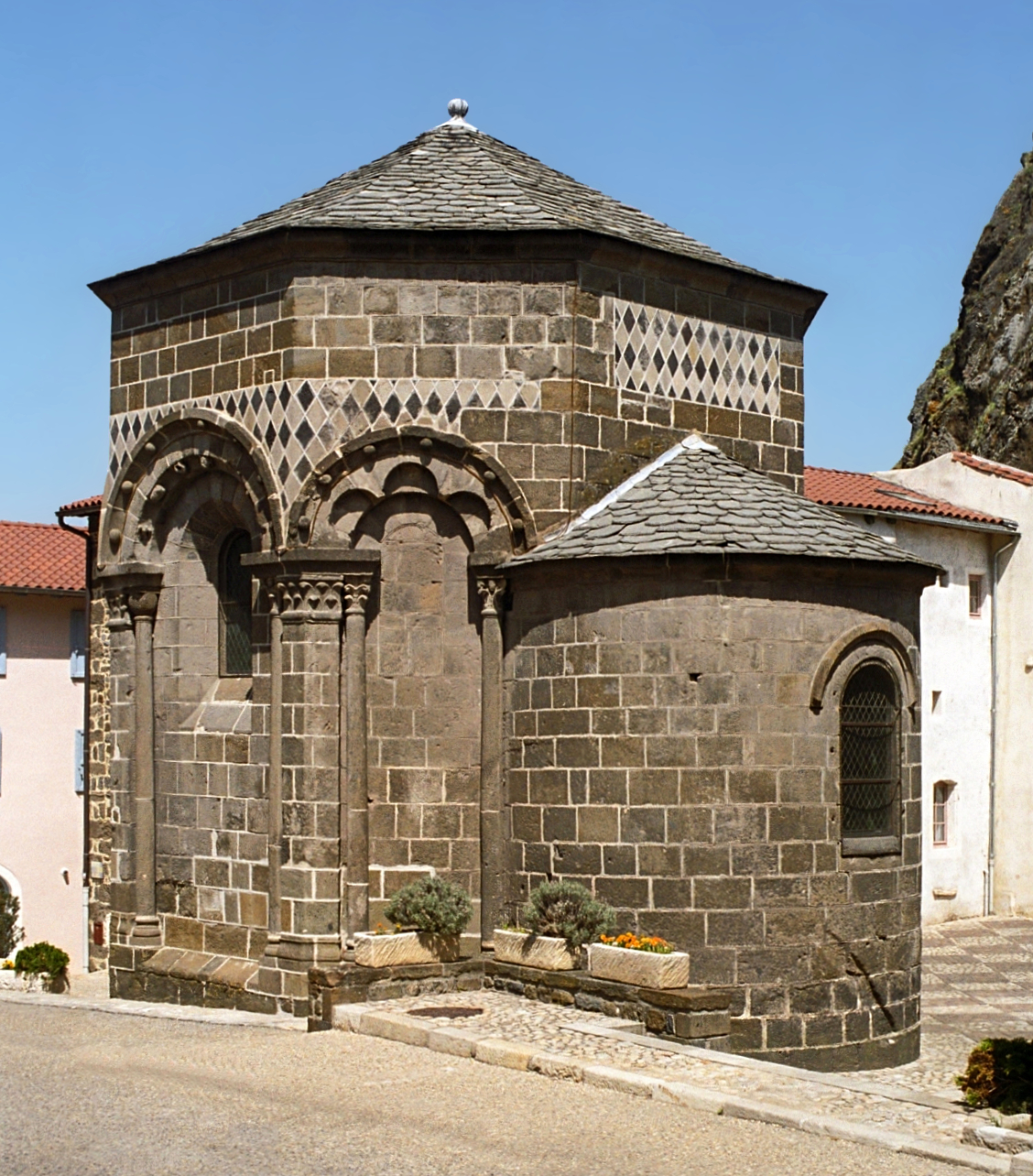
Chapelle Saint-Clair d'Aiguilhe.

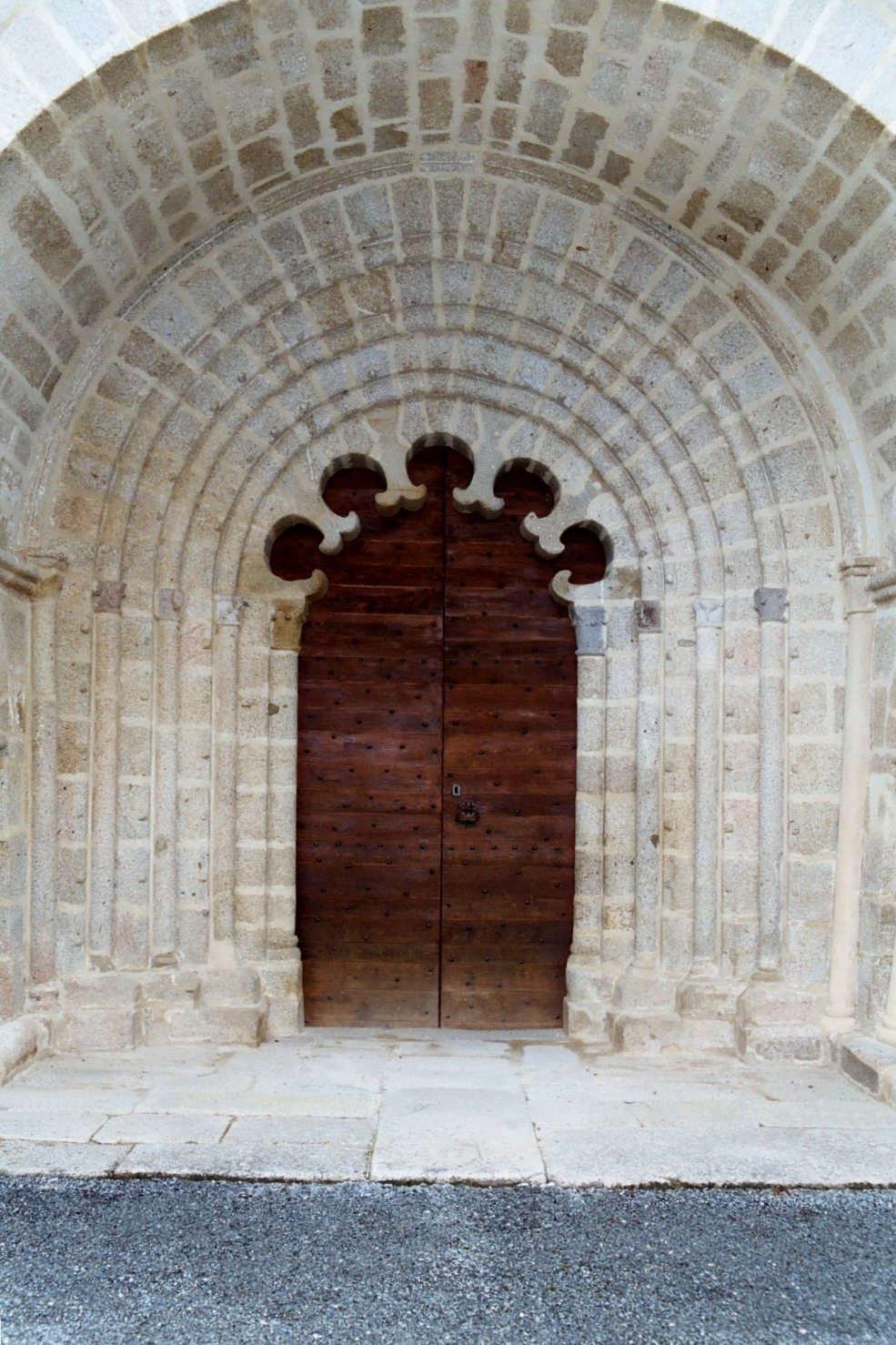
Église Saint-Martin de Margerides.

L'arc polylobé fut transmis à l'architecture romane du nord de l'Espagne via Al-Andalus. De là, il se répandit dans l'architecture romane française par le biais de l'influence des pèlerins le long des grandes routes françaises du pèlerinage de Saint-Jacques-de-Compostelle : 
- via Podiensis ;
- via Lemovicensis ;
- via Turonensis ;
- via Tolosana ;
- via Francigena.

On observe deux types d'arc polylobé : 
- le plus fréquent est l'arc à intrados polylobé ;
- le second, assez rare, est l'arc à voussure polylobée (église Sainte-Foy de Bains, église Saint-Blaise de Dore-l'Église).

On voit également apparaître en Languedoc et en Provence, le long de la via Tolosana et de la via Francigena une variante : l'arc festonné et l'arc festonné brisé.
Voici une liste non exhaustive des arcs polylobés que l'on rencontre le long des grandes routes du pèlerinage :
- Navarre
  - Puente la Reina : église de Santiago (début du XIIIe siècle)
- via Podiensis
  - Velay
    - cathédrale Notre-Dame du Puy-en-Velay
    - église Saint-Michel d'Aiguilhe
    - chapelle Saint-Clair d'Aiguilhe (fenêtres polylobées)
    - église Sainte-Foy de Bains (variante : arc à voussure polylobée)
    - prieuré de Chanteuges (fenêtres polylobées)
- via Lemovicensis
  - Périgord
    - Blanzac

  - Limousin
    - Notre-Dame de La Souterraine
    - Bénévent-l'Abbaye
    - La Celle-Dunoise
    - église Saint-Martin de Margerides
    - Lubersac
    - Vigeois

  - Auvergne[5]
    - Saint-Myon
    - Saint-Hilaire-la-Croix

  - Bourbonnais (Allier)
    - Saint-Bonnet-de-Four
    - Urçay
    - Bizeneuille
- via Turonensis
  - Saintonge
    - prieuré de Trizay : arcs polylobés des baies de la façade de la salle capitulaire
    - Allas-Bocage
    - abbaye Notre-Dame-de-l'Assomption de Châtre (Saint-Brice)

  - Poitou
    - Montmorillon :
    - Plaisance : église Notre-Dame
    - Thouars : église Saint-Médard
    - Esnandes : Saint-Martin
    - Genouillé
- via Tolosana
  - Ariège
    - Saint-Ybars

  - Languedoc
    - chapelle Saint-Hippolyte de Loupian (variante : arc festonné)
- via Francigena (Arles-Cavaillon-Sisteron-Turin)
  - Provence
    - chapelle Saint-Marcellin de Boulbon (variante : arc à voussure polylobée)
    - Saignon : église Notre-Dame de Pitié
    - abbaye Notre-Dame de Ganagobie (variante : arc festonné brisé)

## L'arc polylobé dans l'architecture de transition roman-gothique
- Via Podiensis
  - Velay
    - église Saint-Blaise de Dore-l'Église (variante : arc à voussure polylobée)
- Via Lemovicensis
  - Limousin
    - cathédrale Notre-Dame de Tulle
    - Collonges-la-Rouge : église Saint-Pierre
    - abbaye Saint-André de Meymac
    - Le Dorat
    - église Saint-Bonnet-de-Clermont de Saint-Bonnet-près-Bort
    - Allassac
    - Chamberet

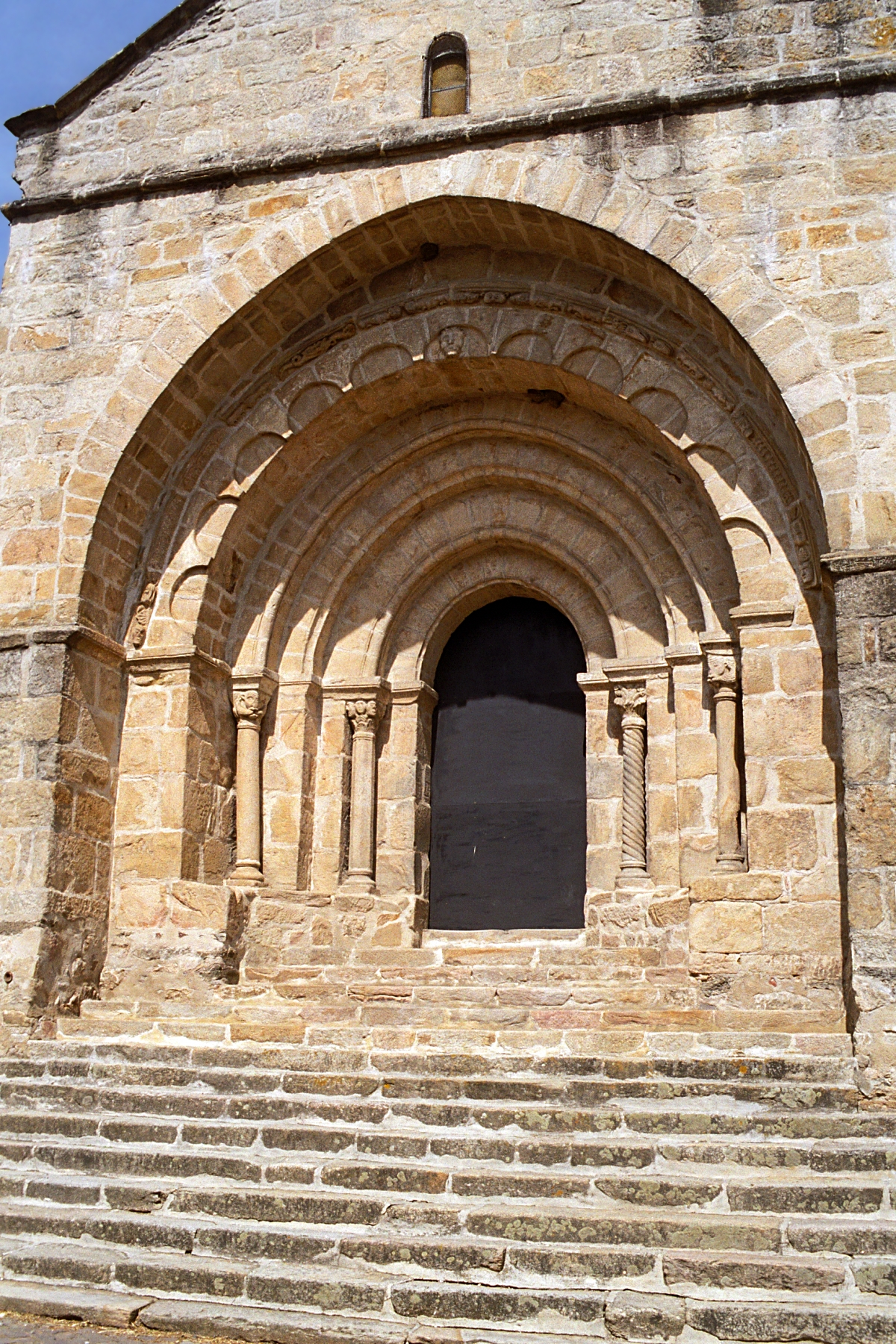
Église Saint-Blaise de Dore-l'Église.
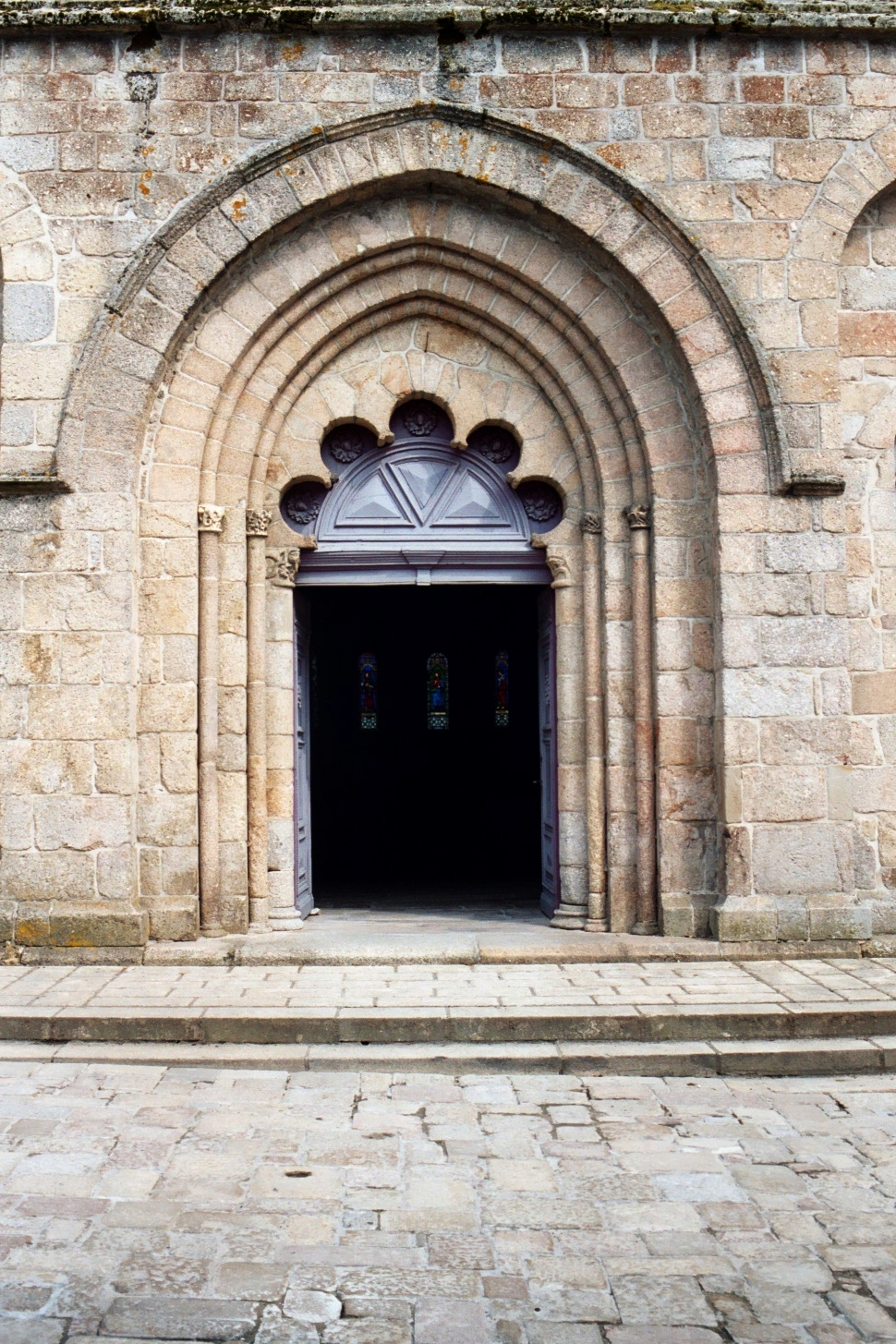
Abbaye Saint-André de Meymac.
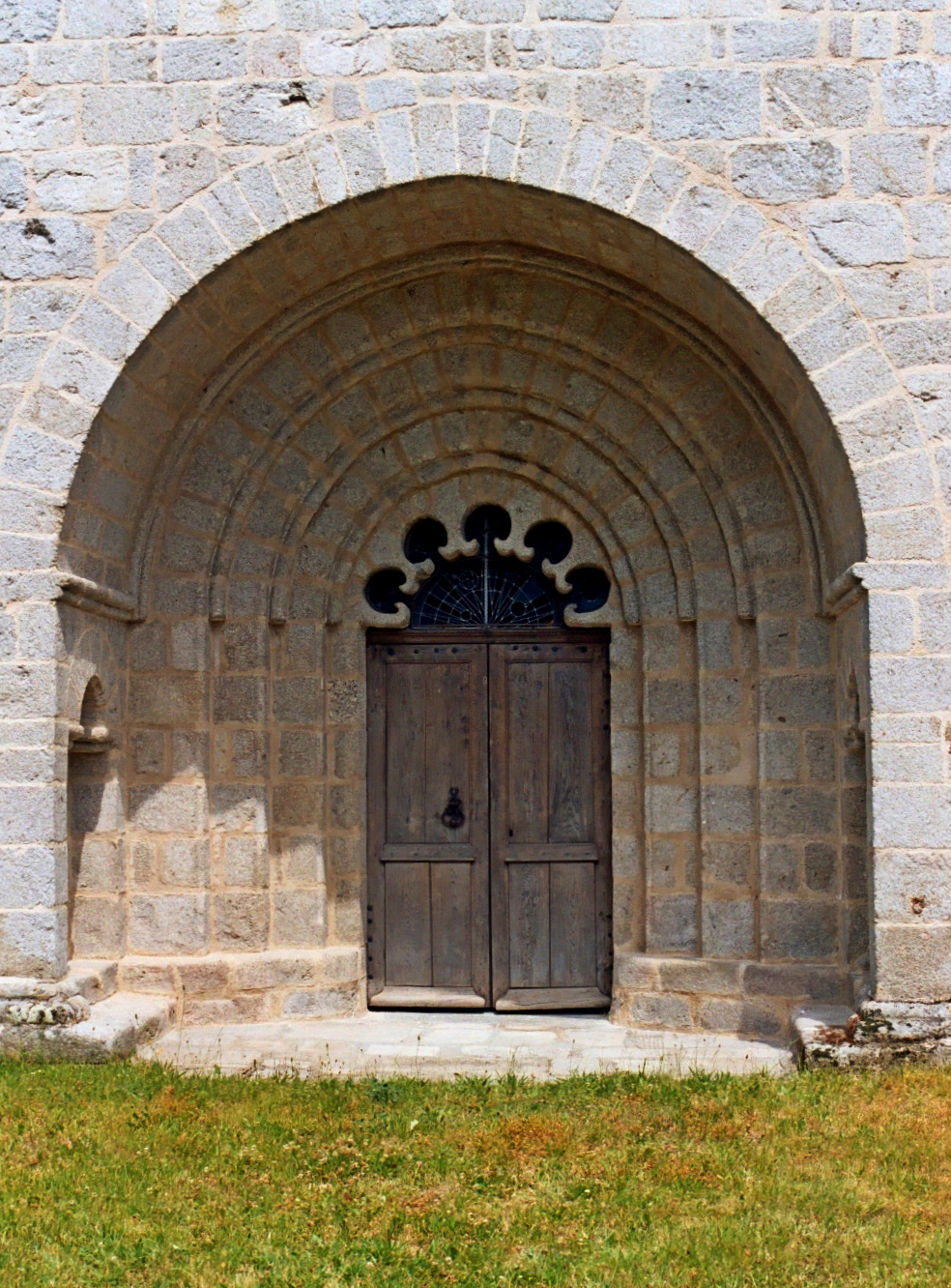
Église de Saint-Bonnet-près-Bort.

## L'arc polylobé dans l'architecture gothique

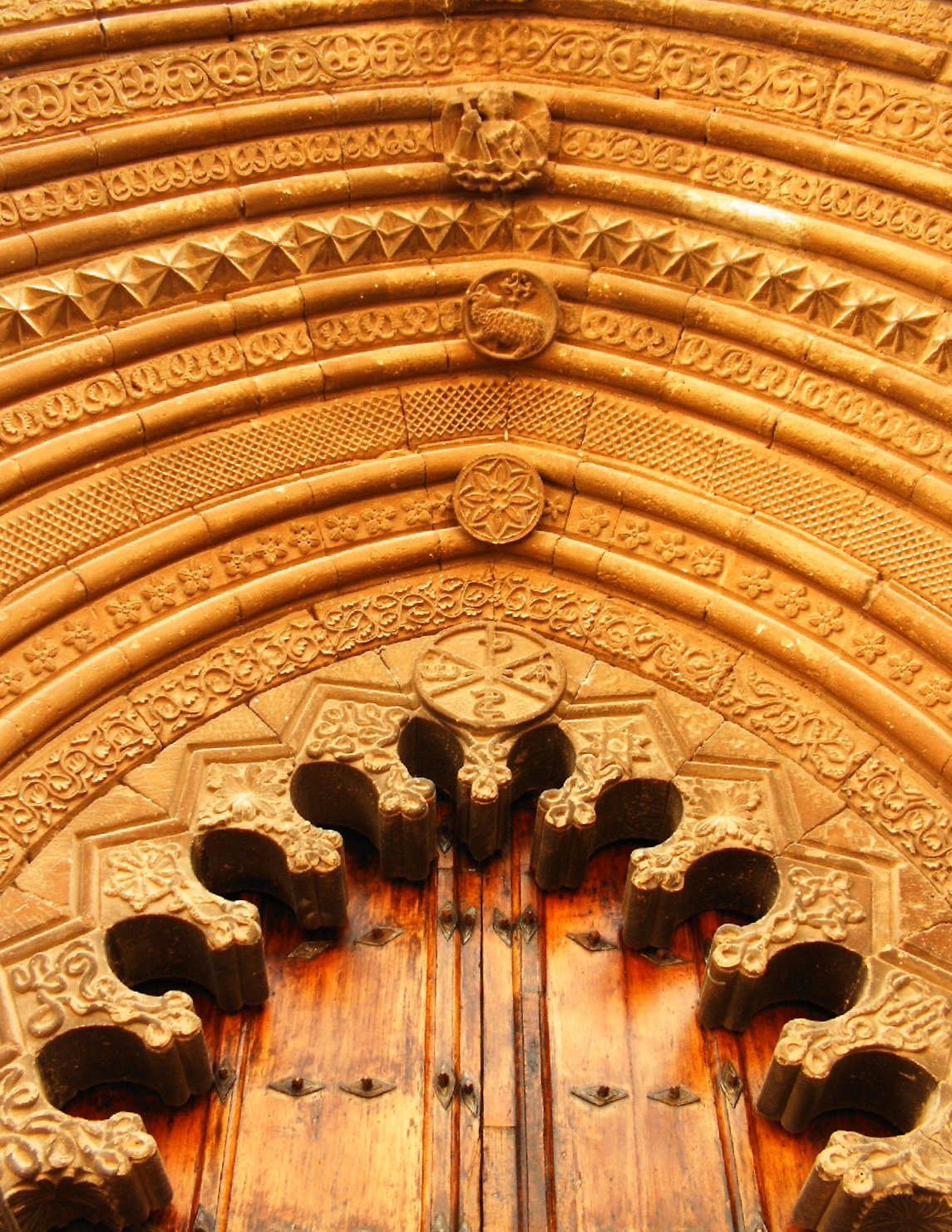
Cirauqui.

- Navarre
  - Cirauqui : San Roman
  - Estella : San Pedro de la Rúa

## Types d'arc dérivés
- Arc polylobé brisé
- Arc à voussure polylobée
- Arc festonné
- Arc festonné brisé